# Oignies-en-Thiérache
Oignies-en-Thiérache (wa. Wegniye) – dzielnica (section) gminy Viroinval w Belgii, w Regionie Walońskim, w prowincji Namur, w okręgu Philippeville. 1 stycznia 2020 roku liczyła 799 mieszkańców. Do 31 grudnia 1976 r. samodzielna gmina. Leży w Thiérache. 

## Demografia
Liczba mieszkańców, stan na 1 stycznia:
| Rok                | 1930 | 1947 | 1961 | 2020 |
| ------------------ | ---- | ---- | ---- | ---- |
| Liczba mieszkańców | 1115 | 868  | 756  | 799  |